# 成大羽球公開賽
成大全國大專院校羽球公開賽，通稱成大羽球公開賽（NCKU Open），是每年暑假由國立成功大學主辦，以大專院校師生為主體的羽毛球賽事。每年賽事由該校羽球校隊成員負責籌辦，分為公開組、一般組、青壯年組、校內組等賽事。賽事除提供校隊成員磨練機會，也是維繫學校與畢業校友之間交流的平台。
成大羽球公開賽原為1993年由該校羽球校隊教練涂國誠在成功大學創辦的校長盃羽球賽，是常見的全校體育競賽。第二屆賽事改為校際邀請賽形式，邀請全臺大專院校參與；第八屆起改制為公開賽後規模逐漸擴大，成為臺灣大專羽球界重要賽事，每年亦吸引知名企業贊助支持。2024年，成大公開賽增設「成大校友會團體組」，共計2,166人參賽，為歷年新高。

## 外部連結
- 成大羽球公開賽的Facebook專頁